# Bongmyeong-dong, Cheonan
Bongmyeong-dong (koreanska: 봉명동) är en stadsdel i staden Cheonan i provinsen Södra Chungcheong, i den centrala delen av landet, 85 km söder om huvudstaden Seoul. Den ligger i stadsdistriktet Dongnam-gu.